# 2012 au Québec
Cet article traite des événements survenus en 2012 au Québec. 

## Événements

### Janvier
- 1er janvier : la taxe de vente du Québec hausse de 1 % passant à 9,5 %[1].
- 9 janvier : Paul Laplante se suicide dans sa cellule au centre de détention de Rivière-des-Prairies, quelques semaines après avoir été accusé du meurtre de Diane Grégoire[2].
- 10 janvier
  - La députée fédérale néo-démocrate de Saint-Maurice—Champlain Lise St-Denis quitte son parti pour se joindre au Parti libéral fédéral[3].
  - Le député péquiste François Rebello quitte son parti et joint les rangs de la Coalition avenir Québec. Il se dit cependant toujours souverainiste[4].
- 12 janvier : le policier Jean-Guy Dagenais est nommé au Sénat à Ottawa[5].
- 21 janvier : les membres de l'Action démocratique du Québec (ADQ) votent à 70,5 % pour la fusion avec la Coalition avenir Québec (CAQ)[6].
- 29 janvier : lors de son conseil national, le Parti québécois adopte des motions concernant l'idée de référendum d'initiative populaire et celle du droit de vote à 16 ans[7].

### Février
- 6 février : le chef de la Coalition avenir Québec (CAQ), François Legault, annonce qu'il rouvrira les conventions collectives des enseignants et des médecins, advenant une victoire de son parti aux prochaines élections. Il abolira également les commissions scolaires dans les 100 jours qui suivront l'élection[8].
- 12 février : trois mille six cents abonnés d'Hydro-Québec sont privés d'électricité à la suite d'une tempête de verglas aux Îles de la Madeleine[9].
- 13 février : début de la Grève étudiante québécoise de 2012 avec le déclenchement de la grève par l'Association des chercheuses et chercheurs étudiants en sociologie de l'Université Laval, le Mouvement des étudiants en service social de l'Université Laval et l'Association Facultaire des Étudiants en Arts de l'Université du Québec à Montréal (AFEA)[10].
- 14 février : la session parlementaire reprend. La Coalition avenir Québec (CAQ) n'est cependant pas reconnue comme groupe parlementaire à l'Assemblée nationale[11].
- 16 février : l'acteur Tony Conte, accusé de trafic de cocaïne en octobre 2008, est condamné à 39 mois et 20 jours de prison[12].
- 23 février : Réjean Parent annonce qu'il quitte ses fonctions à la tête de la Centrale des syndicats du Québec. Il quittera son poste à la fin juin[13].
- 25 février : Option nationale tient son congrès de fondation dans la municipalité de Bécancour. Plus de 400 militants participent à l'évènement[14].

### Mars
- 1er mars : entre 3 000 et 8 000 étudiants universitaires et collégiaux en grève manifestent devant l'Assemblée nationale contre la hausse des droits de scolarité. Environ 84 000 étudiants sont en grève à ce moment[15]
- 3 mars : près de Montréal, un autobus fait une sortie de route tuant deux personnes et faisant 48 blessés[16].
- 4 mars : début des états généraux sur la souveraineté présidés par Gérald Larose[17].
- 8 mars : une manifestation étudiante dégénère en affrontements avec la police à Montréal. Il y a alors 130 000 étudiants en grève à travers la province[18].
- 10 mars : L'Impact de Montréal dispute son premier match en MLS au BC Place. Les Montréalais s'inclinent 2-0 aux dépens des Whitecaps de Vancouver[19].
- 11 mars : Monsieur Lazhar remporte 7 Prix Jutra dont celui du meilleur film, du meilleur réalisateur, du meilleur scénario, de la meilleure actrice de soutien et du meilleur acteur de soutien. Gilbert Sicotte remporte le prix du meilleur acteur pour Le Vendeur et Vanessa Paradis celui de la meilleure actrice pour Café de Flore[20].
- 15 mars : une manifestation contre la brutalité policière dégénère en émeute dans le centre-ville de Montréal. Il y a 226 arrestations[21].
- 20 mars : 
  - Raymond Bachand présente son troisième budget à l'Assemblée nationale. Les revenus y sont de 69,4 milliards $ et les dépenses de 70,9 milliards $. La dette est de 183,8 milliards $. Le gouvernement reste ferme pour ce qui est de la hausse des droits de scolarité. À l'extérieur de l'Assemblée nationale, les étudiants manifestent leur mécontentement[22].
  - Christian Lépine succède à Jean-Claude Turcotte comme archevêque de Montréal[23].
- 22 mars : une manifestation rassemblant environ 200 000 personnes se tient au centre-ville de Montréal pour protester contre la hausse des droits de scolarité[24].

- 24 mars : le député fédérale d'Outremont Thomas Mulcair est élu chef du NPD avec 57,2 % du vote contre l'ex-président du parti Brian Topp avec 42,8 % du vote lors du congrès à la chefferie à Toronto en Ontario[25].
- 25 mars :
  - La ville de Québec et Québecor annoncent une entente finale sur la construction d'un amphithéâtre de 18 000 places au coût de 400 millions $. La construction commencera en septembre et durera trois ans[26].
  - Le chanteur Jean-Marc Couture remporte le grand prix de Star Académie de l'année[27].
- 31 mars : quelque 600 résidents de Neuville se rassemblent devant l'hôtel de ville de cette municipalité afin de protester contre la construction d'un aérodrome sur une ancienne terre agricole[28].
- Fin mars : malgré les manifestations étudiantes qui continuent quotidiennement, le gouvernement reste sur ses positions[29].

### Avril
- 2 avril : deux mille étudiants en grève manifestent à Sherbrooke devant les bureaux du premier ministre Jean Charest[30].
- 3 avril : la députée de Rosemont Louise Beaudoin annonce qu'elle retourne au Parti québécois[31].
- 5 avril : Québec annonce une réforme du régime des prêts et bourses dans le but de faire terminer la grève étudiante. La réaction des associations étudiantes est plutôt froide[32].
- 6 avril : le député de Groulx René Gauvreau annonce qu'il retourne aussi au Parti québécois. Il annonce qu'il ne sera pas candidat aux prochaines élections[33].
- 14 avril : dix mille personnes, en majorité des étudiants, manifestent de nouveau à Montréal contre la hausse des droits de scolarité. Cependant, le gouvernement refuse toujours de négocier[34].
- 15 avril : la ministre de l'Éducation, Line Beauchamp, se dit prête, lors d'une conférence de presse, à négocier la gestion des universités avec les associations étudiantes modérées. Il n'est cependant pas question d'ouvrir le dossier sur la hausse des droits de scolarité[35].
- 17 avril : le gouvernement exige des associations étudiantes qu'elles condamnent la violence et le vandalisme. Pauline Marois déclare que le premier ministre cherche à humilier les étudiants[36].
- 20 avril : la police charge des manifestants étudiants qui tentent de perturber le salon du Plan Nord au Palais des congrès de Montréal. Des fenêtres du centre sont brisées, des grenades lacrymogènes sont lancées, des arrestations sont effectuées[37].
- 21 avril :
  - Le congrès de fondation de la Coalition avenir Québec (CAQ) se tient à Victoriaville[38].
  - Une quinzaine de personnalités (dont Gérald Larose, Claude Béland, Luc Picard, Jean Cournoyer, Robert Burns) signent un manifeste demandant au gouvernement de suspendre la hausse des droits de scolarité et de négocier la fin du conflit étudiant avec les trois associations étudiantes[39].
- 22 avril : une manifestation pour le Jour de la Terre rassemble entre 200 000 et 300 000 personnes dans les rues de Montréal[40].
- 23 avril : le gouvernement amorce des négociations avec les associations étudiantes. Celles-ci sont la Fédération étudiante collégiale du Québec (FECQ), la Fédération étudiante universitaire du Québec (FEUQ) et la Coalition large de l'ASSÉ (CLASSE)[41].
- 24 avril : première manifestation nocturne dans le cadre de la grève étudiante. Elle sera suivie de 135 autres manifestations nocturnes consécutives[42].
- 25 avril : les négociations sont rompues entre le gouvernement et les étudiants, la ministre Line Beauchamp ne voulant plus négocier avec la CLASSE soupçonnée d'être à l'origine d'une manifestation qui a dégénéré en violences[43].
- 27 avril : lors d'une conférence de presse, le premier ministre Jean Charest et la ministre Line Beauchamp font connaître publiquement les offres faites aux fédérations étudiantes. Ils proposent entre autres une bonification des prêts et bourses et une hausse des droits de scolarité de 75 % qui s'étend sur sept ans au lieu de cinq[44].

### Mai
- 1er mai :
  - Le salaire minimum monte de 25 cents à 9,90 $[45].
  - La FECQ et la FEUQ font une contre-proposition au gouvernement. Elles demandent entre autres le gel des frais de scolarité pour deux ans. Le gouvernement reçoit cette demande plutôt froidement[46].
- 3 mai : le député et ancien ministre Tony Tomassi annonce sa démission[47].
- 4 mai : les associations étudiantes dont la CLASSE sont conviées à de nouvelles négociations avec le gouvernement à Québec. Les trois principales centrales syndicales y sont également invitées. Pendant ce temps, à Victoriaville, une manifestation étudiante dégénère en émeute alors que débute le conseil national du Parti libéral du Québec au Centre des congrès de cette ville. Il y a 110 arrestations[48],[49].
- 5 mai : après 23 heures de négociations, le gouvernement et les associations étudiantes en viennent à une entente de principe. La hausse des droits de scolarité est maintenue mais est compensée par une diminution des frais afférents[50].
- 7 mai : ce jour et les jours suivants, les assemblées collégiales et universitaires votent en majorité contre l'entente de principe et pour la reconduction de la grève[51].
- 10 mai : des bombes fumigènes sont posées dans le métro de Montréal, perturbant le réseau pendant plusieurs heures. Quatre suspects seront par la suite arrêtés[52].
- 11 mai : à la suite de la CLASSE et de la FECQ, la FEUQ rejette l'entente de principe signée la semaine passée. Elle demande également un moratoire sur la hausse des droits de scolarité[53].
- 12 mai : les États généraux sur la souveraineté commencent leur tournée à Salaberry-de-Valleyfield[54].
- 14 mai : la ministre de l'Éducation, du Loisir et des Sports, Line Beauchamp, annonce son retrait de la vie politique. Michelle Courchesne lui succède tout en gardant la présidence Conseil du Trésor[55].
- 15 mai : Michelle Courchesne rencontre les leaders des associations étudiantes. Elle dit constater un durcissement de leurs positions[56].
- 17 mai : le gouvernement dépose le projet de Loi 78 qui suspend les sessions d'hiver menacées jusqu'au mois d'août et qui restreint sévèrement le droit de manifestation. Ce projet de loi a pour but de mettre fin au conflit étudiant qui perdure depuis février[57].
- 18 mai : critiqué par les centrales syndicales et par le Barreau du Québec, le projet de loi 78 est adopté à l'Assemblée nationale par 68 voix contre 48. La Coalition avenir Québec vote pour. La Fédération étudiante collégiale du Québec (FECQ) et la Fédération étudiante universitaire du Québec (FEUQ) annoncent qu'elles contesteront en cour la validité de la loi[58].
- 19 mai : une nouvelle manifestation nocturne tourne à l'émeute à Montréal. Il y a 69 arrestations[59].
- 20 mai : une nouvelle manifestation a lieu à Montréal. Il y a cette fois plus de 300 arrestations[60].
- 22 mai :
  - La commission Charbonneau, dont le but est d'enquêter sur la collusion et la corruption dans l'industrie de la construction, commence ses travaux[61].
  - Près de 250 000 personnes marchent dans les rues de Montréal pour commémorer le centième jour du conflit étudiant et pour protester contre la loi 78[62].
- 24 mai : la Cour suprême du Canada annonce qu'elle entendra la cause du dessinateur Claude Robinson contre Cinar, France Animation, Ravensburger Film et RTV, accusés d'avoir plagié sa bande dessinée avec une série d'animation, Robinson Sucroë[63].
- 28 mai : les négociations reprennent entre le gouvernement Charest et les fédérations étudiantes[64].
- 31 mai : les négociations sont rompues[65].

### Juin
- 2 juin : malgré la pluie, des milliers de personnes manifestent à Montréal contre la hausse des droits de scolarité et la loi 78. Cette manifestation est organisée par la CLASSE[66].
- 5 juin : le député de Mercier, Amir Khadir, est arrêté lors d'une manifestation déclarée illégale[67].
- 8 juin :
  - La commission Charbonneau entend son premier témoin, Jacques Lafrance, un haut fonctionnaire ayant travaillé au Conseil du trésor du Québec, qui raconte les origines du mode d'attribution des contrats gouvernementaux depuis les années 1960[68].
  - De nombreuses manifestations ont lieu en rapport avec la situation politique des dernières semaines lors du week-end du Grand Prix à Montréal[69].
- 11 juin : le Parti québécois remporte l'élection partielle d'Argenteuil; les libéraux remportent celle de LaFontaine[70].

- 15 juin : la session parlementaire est suspendue jusqu'à l'automne[71].
- 18 juin : le député libéral Yvon Vallières annonce son retrait de la vie politique[72].
- 19 juin : la ville de Québec édicte un règlement encadrant les manifestations dans la capitale[73].
- 22 juin : deux manifestations, l'une à Montréal et l'autre à Québec, ont lieu pour de nouveau contester la hausse des droits de scolarité et la loi 78. Les personnes rassemblées sont de 10 000 à 20 000[74].
- 27 juin : le député péquiste Sylvain Simard annonce qu'il ne se représentera pas à la prochaine élection[75].
- 29 juin : Louise Chabot succède à Réjean Parent à la tête de la Centrale des syndicats du Québec (CSQ)[76].

### Juillet
- Juillet : Mario Dumont anime sa dernière émission sur V, qu'il dirigeait depuis 3 ans, en raison de son acceptation à LCN d'ici en septembre prochain[77].
- 2 juillet : le Forum mondial de la langue française commence ses travaux à Québec[78].
- 6 juillet : l'ancien journaliste Pierre Duchesne confirme qu'il sera candidat du Parti québécois dans Borduas[79].
- 11 juillet : le ministre délégué aux Transports, Norman MacMillan, annonce son retrait de la vie politique[80].
- 16 juillet : les ministres Michelle Courchesne et Monique Gagnon-Tremblay confirment qu'elles quitteront la vie politique à l'issue de la prochaine campagne électorale[81].
- 21 juillet : le  chanteur britannique, Roger Waters, présente devant 75 000 personnes son spectacle The Wall en plein air sur les Plaines d'Abraham[82].
- 22 juillet : plus de 10 000 personnes participent à la manifestation organisée par la CLASSE à Montréal pour protester contre les politiques du gouvernement Charest. C'est la cinquième manifestation du genre depuis le 22 mars[83].
- 23 juillet : la Cour d'appel du Québec refuse d'entendre les associations étudiantes quant à la suspension de la loi 78[84].
- 24 juillet : Québec signe une entente avec les Cris donnant à ceux-ci une plus grande autonomie sur les territoires de la Baie James[85].
- 25 juillet : Pauline Marois confirme que l'ancien président de la FECQ, Léo Bureau-Blouin, sera candidat du Parti québécois dans Laval-des-Rapides[86].
- 31 juillet : le docteur Gaétan Barrette, président de la Fédération des médecins spécialistes du Québec, est candidat de la Coalition avenir Québec dans la circonscription de Terrebonne[87].

### Août
- 1er août : le premier ministre Jean Charest annonce des élections générales pour le 4 septembre[88].
- 4 août : le journaliste Jean-François Lisée sera candidat péquiste dans Rosemont[89].
- 5 août : l'ancien chef de l'Unité anti-collusion, Jacques Duchesneau, annonce qu'il sera candidat pour la Coalition avenir Québec dans Saint-Jérôme[90].
- 7 août : la menace du conflit étudiant reparait avec la reconduction de votes de grève dans les Cégeps et les universités[91].
- 9 août : Gabriel Nadeau-Dubois démissionne de son poste de porte-parole de la CLASSE[92].
- 13 août : la FTQ annonce qu'elle n'appuiera aucun parti politique durant la campagne électorale[93].
- 19 août : pour la première fois au Québec, quatre leaders participent au débat des chefs dont deux femmes : Jean Charest (Parti libéral du Québec), François Legault (Coalition avenir Québec), Pauline Marois (Parti québécois), et Françoise David (Québec solidaire)[94].
- 22 août : pour la sixième fois depuis le 22 mars, des milliers de personnes manifestent dans les rues de Montréal pour de nouvelles mesures sociales et contre la hausse des droits de scolarité[95].
- 31 août : le journal montréalais The Gazette donne son appui à la Coalition avenir Québec. Traditionnellement, il prenait parti pour  le Parti libéral[96].

### Septembre
- 3 septembre : des milliers de personnes participent à la première pelletée de terre de la construction du nouvel amphithéâtre de Québec. Jean Charest et Pauline Marois y sont présents[97].
- 4 septembre : Pauline Marois est la première femme élue au poste de premier ministre du Québec à la suite de l'élection générale québécoise. Sa victoire est ternie par une fusillade faisant un mort au rassemblement de son parti, le Parti québécois, à Montréal. L'Assemblée nationale comprend maintenant 54 députés péquistes, 50 libéraux, 19 caquistes et 2 solidaires. Pour la première fois de son histoire, le PQ obtient un gouvernement minoritaire. Des vedettes comme Jacques Duchesneau et Léo Bureau-Blouin sont élus. Le docteur Gaétan Barrette est défait par le péquiste Mathieu Traversy dans sa circonscription de Terrebonne. Le premier ministre Jean Charest est battu dans sa circonscription de Sherbrooke[98],[99].
- 5 septembre : Jean Charest annonce sa démission[100].
- 8 septembre : une tornade ravage le centre-ville de Drummondville, arrachant la toiture du Centre des loisirs[101].
- 9 septembre : la FECQ et la FEUQ considèrent le conflit étudiant comme terminé[102].
- 12 septembre : Jean-Marc Fournier est nommé chef intérimaire du PLQ[103].
- 14 septembre : sortie du film L'Affaire Dumont qui raconte l'histoire d'un jeune homme, Michel Dumont, qui a été condamné pour une agression sexuelle le 17 novembre 1990 qu'il n'a pas commise[104].
- 17 septembre : la commission Charbonneau reprend ses travaux[105].
- 19 septembre : le cabinet de Pauline Marois est assermenté. Les principaux ministres en sont Nicolas Marceau (Finances et Économie), Réjean Hébert (Santé), Pierre Duchesne (Enseignement supérieur), Marie Malavoy (Éducation), Jean-François Lisée (Relations internationales), Sylvain Gaudreault (Transports et Affaires municipales), Stéphane Bédard (Conseil du Trésor), Bernard Drainville (Institutions démocratiques)[106].

- 20 septembre : lors de sa première conférence de presse en tant que première ministre, Pauline Marois annonce l'annulation de la hausse des droits de scolarité. Elle décrète également la fermeture de la centrale nucléaire de Gentilly-2[107].
- 22 septembre : quelques centaines de personnes manifestent pour la gratuité scolaire à Montréal[108].
- 23 septembre : un cardiologue de Saint-Jérôme, Dominique Ouimet, est porté disparu dans les Himalayas au Népal, à cause d'une avalanche, en ramassant des fonds pour la fondation de l'Hôpital régional de Saint-Jérôme[109].
- 26 septembre : Louis Roy annonce qu'il démissionne de la présidence de la CSN. Il n'était à la tête du syndicat que depuis seize mois. Jacques Létourneau le remplace par intérim[110].
- 28 septembre : Raymond Bachand se lance dans la course à la direction (en) du Parti libéral[111].
- 29 septembre : dans un rapport obtenu par Le Devoir, Hydro-Québec recommande la fermeture de la centrale nucléaire de Gentilly-2[112].
- 30 septembre : près de mille personnes manifestent à Bécancour contre la fermeture de la centrale nucléaire de Gentilly-2[113].

### Octobre
- 1er octobre : Pierre Moreau se lance dans la course à la direction du Parti libéral du Québec[114].
- 2 octobre : le député fédéral de Papineau Justin Trudeau se lance dans la course à la direction (en) du Parti libéral du Canada[115].
- 3 octobre : l'ancien ministre de la Santé, Philippe Couillard, se lance dans la course à la direction du Parti libéral du Québec[116].
- 9 octobre : Québec annonce la construction d'une usine d'engrais à Bécancour qui emploierait 200 personnes et dont le coût serait de 1,2 milliard de dollars[117].
- 10 octobre : malgré la promesse électorale, le gouvernement péquiste renonce à abolir la taxe santé créée par le gouvernement précédent. Les aléas d'un gouvernement minoritaire en sont la principale raison[118].
- 11 octobre : l'ex sergent de Sainte-Foy, Serge Lefebvre, est encore arrêté d'avoir appréhendé d'une introduction par effraction dans le secteur du Cap-Rouge[119].
- 13 octobre : Pauline Marois participe au XIVe Sommet de la francophonie qui se tient à Kinshasa en République démocratique du Congo[120].
- 15 octobre : Pauline Marois rencontre François Hollande à Paris. Celui-ci réitère la politique française de non-ingérence et de non-indifférence envers le Québec[121].
- 16 octobre : l'ancien vice-président du Parti libéral, Jean David se lance aussi dans la course à la direction du parti[122].
- 21 octobre : Kateri Tekakwitha est canonisée. Il s'agit de la première Amérindienne d'Amérique du Nord à devenir sainte[123].
- 28 octobre : le 34e Gala de l'ADISQ, animé par Louis-José Houde, récompense entre autres Vincent Vallières comme interprète masculin de l'année, Cœur de pirate comme interprète féminine de l'année et Lisa LeBlanc comme Révélation de l'année. Un hommage est rendu à Renée Martel[124].
- 30 octobre :
  - Jacques Létourneau est confirmé comme président de la CSN[125].
  - Ouverture de la première session de la 40e législature[11].
- 31 octobre : le discours d'ouverture de la première ministre Pauline Marois porte surtout sur la lutte contre la collusion et la corruption aux niveaux municipal et provincial[126].

### Novembre
- 1er novembre : la loi 1 sur l'intégrité dans l'octroi des contrats gouvernementaux est déposée[127].
- 5 novembre : à la suite des témoignages de la commission Charbonneau alléguant qu'il était au courant de la collusion qui se passait sous son administration, le maire de Montréal, Gérald Tremblay, annonce sa démission[128].
- 6 novembre : la loi 2 sur le financement des partis politiques est déposée. Les contributions individuelles devront être maintenant de 100 dollars[129].
- 7 novembre : la loi 3 sur les élections à date fixe est déposée. Le PQ propose des élections à tous les 4 ans le dernier lundi de septembre[130].
- 8 novembre : une explosion dans une usine à Sherbrooke tue deux personnes et fait 20 blessés[131],[132].
- 9 novembre : à la suite d'allégations de corruption, Gilles Vaillancourt démissionne de son poste de maire de Laval[133].
- 16 novembre : Michael Applebaum devient maire de Montréal par intérim[134].
- 20 novembre : le ministre Nicolas Marceau dépose son premier budget à l'Assemblée nationale. L'année budgétaire finissant le 31 mars 2013 se termine avec un déficit de 3,3 milliards $. L'équilibre budgétaire est assuré pour 2013-2014 avec des dépenses de 72.4 milliards $ et des revenus de 72.4 milliards $. Les taxes sur le tabac, la bière, le vin et les spiritueux sont haussées. Hydro-Québec devra mettre à pied 2000 employés par atrition d'ici un an. La taxe sur l'électricité sera indexée au coût de la vie à partir de 2014. La dette sera de 193 milliards $ le 31 mars 2013[135].
- 22 novembre : la première ministre Pauline Marois participe au conseil de la fédération qui se tient à Halifax. Elle s'entretient avec la première ministre de l'Alberta, Alison Redford, sur un projet d'oléoduc devant relier les deux provinces[136].
- 23 novembre : Alexandre Duplessis devient maire de Laval par intérim[137].
- 29 novembre : 
  - les audiences de la commission Charbonneau sont ajournées au 21 janvier[138].
  - Daniel Breton démissionne de son poste de ministre de l'Environnement à cause d'infractions pénales qu'il a commis depuis 25 ans. Il doit entre autres 7 000 $ de loyer à divers propriétaires[139].
- 30 novembre : accusé de fraudes et de corruption depuis plusieurs semaines, le maire de Mascouche, Richard Marcotte, annonce finalement sa démission[140].

### Décembre
- 3 décembre : Pauline Marois rencontre les représentants des Premières Nations qui veulent être partie prenante dans le développement du Nord[141].
- 4 décembre : Pauline Marois procède à un mini-remaniement ministériel: Yves-François Blanchet devient entre autres ministre de l'Environnement et Véronique Hivon redevient ministre de la Santé publique et de la Protection de la jeunesse[142].
- 5 décembre : le projet de loi 14, modifiant la Charte de la langue française (loi 101), est déposé à l'Assemblée nationale[143].
- 7 décembre : les travaux de la session parlementaire sont ajournés jusqu'au mois de février[144].
- 13 décembre : Pauline Marois entreprend une mission économique à New York[145].
- 27 décembre : Une violente tempête de neige s'abat sur le sud de la province. Un record est battu à Montréal, alors que 46 cm sont tombés à Montréal en un seul jour, battant l'ancien record de 43,2 cm, lors de la tempête du siècle de 1971. Toutefois, les rafales atteignirent seulement 63 km/h, alors qu'en 1971, elle atteignirent 108 km/h. 22 cm sont tombés à Gatineau, entre 15 et 30 cm dans le sud de l'Estrie, 30 à 50 dans les Bois-Francs et le nord de l'Estrie, 50 à l'Assomption et plus de 60 cm dans la vallée du Richelieu et au sud-est de Montréal. Cette tempête n'a pas duré toute la journée, alors que ces 50 cm et plus sont tombés entre 6 et 16 heures de la journée, soit environ 4 à 5 cm par heure[146].
- 28 décembre : la centrale nucléaire de Gentilly-2 ferme officiellement ses portes. Elle était ouverte depuis 1983[147].

## Décès
- 9 janvier - Ron Caron (ex-administrateur de hockey) (º 19 décembre 1929)
- 29 janvier - Andréanne Lafond (journaliste) (º 5 février 1919)
- 6 février - Simone David-Raymond (fondatrice de l'hôpital Marie-Enfant)(º 24 mars 1911)
- 16 février - Gary Carter (ancien joueur des Expos de Montréal) (º 8 avril 1954)
- 27 février - Chantal Jolis (animatrice et journaliste) (º 29 avril 1947)
- 12 mars - Madeleine Parent (syndicaliste et féministe) (º 23 juin 1918)
- 20 mars - Marcel Fabien Raymond (écrivain et éditeur) (º 1er décembre 1943)
- 6 avril - Serge Grenier (humoriste) (º 15 mars 1939)
- 14 avril - Émile Bouchard (joueur de hockey) (º 4 septembre 1919)
- 1er mai - Jean-Guy Moreau (humoriste et imitateur) (º 29 octobre 1943)
- 27 juin - Guilda (artiste) (º 21 juin 1924)
- 29 juillet - Suzanne Martel (journaliste et romancière) (º 8 octobre 1924)
- 12 août - Ève Cournoyer (chanteuse) (º 5 mai 1969)
- 3 septembre - Michel Cailloux (auteur) (º 1er octobre 1931)
- 9 novembre - Roger Blais (acteur et réalisateur) (º 6 février 1917)
- 20 novembre - Albert Lisacek (en) (policier) (º 13 juillet 1933)
- 21 novembre - Nick Discepola (homme politique) (º 27 novembre 1949)
- 26 novembre- Pierre Valcour (Louis-Norbert Morin) (comédien) (º 8 juillet 1931)
- 16 décembre - Laurier LaPierre (journaliste et homme politique) (º 29 novembre 1929)
- 18 décembre - Camil Samson (homme politique) (º 3 janvier 1935)
- 23 décembre - Yves Boisvert (poète) (º 26 septembre 1950)
- 31 décembre - Jovette Marchessault (artiste) (º 9 février 1938)

## Sources et références
1. ↑  Historique des taux de la TPS et de la TVQ
2. ↑  « Meurtre de Diane Grégoire : Paul Laplante a laissé une lettre » , sur Radio-Canada, 10 janvier 2012 (consulté le 11 mai 2025)
3. ↑  Lise St-Denis passe chez les libéraux. « Ils ont voté pour Jack Layton, Jack Layton est mort »
4. ↑  Nouvelle défection au PQ. Rebello passe à la CAQ
5. ↑  Candidat conservateur défait. Jean-Guy Dagenais nommé sénateur
6. ↑  Robert Dutrisac, « L'ADQ n'est plus : Les militants adéquistes donnent leur feu vert à la fusion avec la CAQ de François Legault », Le Devoir,‎ 23 janvier 2012 (lire en ligne, consulté le 3 juin 2012).
7. ↑  Conseil national du PQ. Le droit de vote dès 16 ans adopté
8. ↑  François Legault n'exclut pas des moyens musclés
9. ↑  Intempéries aux Îles-de-la-Madeleine. 3015 clients privés d'électricité
10. ↑  Frais de scolarité. La grève étudiante dès cette semaine
11. 1 2  Chronologie parlementaire 2012
12. ↑  "Tony Conte condamné à 3 ans et demi de prison", RDI, 16 février 2012
13. ↑  Réjean Parent quittera la présidence de la CSQ en juin
14. ↑  Option nationale prend son envol
15. ↑  Antoine Robitaille, « Manifestation étudiante à Québec - Les gaz étaient-ils nécessaires? : Deux députés déplorent l'utilisation de gaz lacrymogènes devant le parlement », Le Devoir,‎ 2 mars 2012 (lire en ligne, consulté le 3 juin 2012).
16. ↑  (en) Quebec charter bus crash kills 2
17. ↑  Lancement des États généraux sur la souveraineté. La souveraineté à l'ordre du jour
18. ↑  Manifestations étudiantes. « Les policiers ont perdu le contrôle » dit la FEUQ
19. ↑  La Presse canadienne, « Premier match en MLS - L'Impact s'incline 2-0 contre les Whitecaps », Le Devoir, Montréal,‎ 10 mars 2012 (lire en ligne)
20. ↑  Les Prix Jutra sur imdb.com
21. ↑  Marche contre la brutalité policière. Plus de 200 arrestations
22. ↑  Budget provincial 2012-2013. Un budget sans saveur
23. ↑  Mgr Christian Lépine, nouvel archevêque de Montréal
24. ↑  Manifestation étudiante d'envergure à Montréal
25. ↑  Élection de Thomas Mulcair au poste de chef du Nouveau Parti démocratique
26. ↑  Québec: Le maire Labeaume annonce une entente pour la construction d'un amphithéâtre au coût de 400 millions
27. ↑  Neuville. Manifestation contre la construction d'un aéroport
28. ↑  Manifestations étudiantes. Trop tard, selon Charest
29. ↑  Contre la hausse des frais de scolarité. Sherbrooke reçoit 2000 manifestants
30. ↑  Retour au PQ pour Louise Beaudoin
31. ↑  Bonification du programme de prêts. Québec tend la main aux étudiants
32. ↑  Le député Gauvreau de retour au sein du caucus du PQ
33. ↑  Vaste démonstration de solidarité avec les étudiants en grève
34. ↑  Création d'une commission sur la gestion des universités. Beauchamp prête à discuter avec la FEUQ
35. ↑  Dérapages liés au conflit étudiant. Marois et Charest réagissent.
36. ↑  Jean Charest au sujet des manifestants. Des moqueries qui font réagir
37. ↑  François Legault se met en selle
38. ↑  Droits de scolarité. Des personnalités lancent un appel pressant au gouvernement
39. ↑  Des dizaines de milliers de personnes marchent pour la Terre
40. ↑  Grève des étudiants. Place à la discussion... à condition d'une trêve
41. ↑  De la casse au centre-ville malgré la trêve
42. ↑  À la suite de l'exclusion de la CLASSE. Négociations rompues
43. ↑  Un plan pour dénouer l'impasse. Étalement de la hausse sur sept ans
44. ↑  Le salaire minimum au Québec à travers les âges
45. ↑  Solution en sept points, dont un gel. Un moratoire pour assainir la gestion
46. ↑  Le député Tony Tonassi démissionne
47. ↑  Crise étudiante. Les appels et demandes des professeurs
48. ↑  Émeute à Victoriaville. 110 arrestations et un blessé dans un état critique
49. ↑  Conflit étudiant. Un accord conclu avec les étudiants
50. ↑  Des milliers d'étudiants votent à leur tour sur l'entente de principe
51. ↑  Métro paralysé. Jean Charest veut des arrestations le plus tôt possible
52. ↑  La FEUQ et FECQ rejettent l'entente avec le gouvernement
53. ↑  Début des États généraux sur la souveraineté du Québec
54. ↑  Conflit étudiant. Line Beauchamp a démissionné
55. ↑  Conflit étudiant. Rencontre ultime entre les leaders et le gouvernement
56. ↑  La loi 78 a été adoptée
57. ↑  Idem
58. ↑  La 26e manifestation nocturne donne lieu à 69 arrestations
59. ↑  Plus de 300 arrestations lors d'une autre manifestation à Montréal
60. ↑  « Notre mandat est ambitieux »
61. ↑  Lisa-Marie Gervais, « Loi 78 : la rue choisit la désobéissance pacifique », Le Devoir,‎ 23 mai 2012 (lire en ligne, consulté le 3 juin 2012).
62. ↑  Radio-Canada, « La Cour suprême examinera le conflit entre Claude Robinson et Cinar », sur radio-canada.ca, Société Radio-Canada, 24 mai 2012.
63. ↑  Entre les étudiants et le gouvernement Charest. Les négociations ont repris
64. ↑  Conflit étudiant. Les négociations sont suspendues
65. ↑  Des milliers de manifestants bravent le temps gris
66. ↑  Amir Khadir arrêté lors d'une manifestation à Québec
67. ↑  Premier témoin entendu
68. ↑  Manifestants et festivaliers s'affrontent sur la rue Crescent
69. ↑  Élections partielles: le PQ ravit Argenteuil au PLQ, qui conserve LaFontaine
70. ↑  Bilan de session du Parti libéral. « Nous n'avons pas échappé le conflit étudiant »
71. ↑  Yvon Vallières se retire de la vie politique
72. ↑  Manifester à Québec
73. ↑  Manifestations pacifiques à Montréal et à Québec
74. ↑  Parti québécois. Sylvain Simard quittera la vie politique
75. ↑  Louise Chabot succède à Réjean Parent à la tête de la CSQ
76. ↑  À LCN, Mario Dumont animera sa propre émission dès l'automne
77. ↑  Forum mondial de la langue française
78. ↑  Le nouveau candidat péquiste Pierre Duchesne défend son intégrité
79. ↑  Le ministre Norman MacMillan quitte la vie politique
80. ↑  Prochaines élections provinciales. Michelle Courchesne quittera la vie politique
81. ↑  The Wall soulève une dernière fois les passions
82. ↑  Cinquième manifestation du 22
83. ↑  La loi spéciale ne sera pas suspendue, les étudiants attendent l'examen sur le fond
84. ↑  Entente historique entre Québec et les Cris
85. ↑  Léo Bureau-Blouin confirme sa candidature pour le PQ
86. ↑  Gaétan Barrette et Claire Samson candidats pour la CAQ
87. ↑  Les élections sont officiellement déclenchées
88. ↑  Candidat péquiste dans Rosemont. Lisée invite à désobéir à Charest
89. ↑  Jacques Duchesneau, visage de la lutte contre la corruption à la CAQ
90. ↑  Conflit étudiant. Vers une rentrée scolaire tumultueuse
91. ↑  Gabriel Nadeau-Dubois démissionne de la CLASSE
92. ↑  Pas de parti pris électoral pour la FTQ
93. ↑  Débat des chefs: L'épreuve des faits
94. ↑  Une grande manifestation étudiante en pleine campagne électorale
95. ↑  The Gazette se rallie à la CAQ
96. ↑  Futur amphithéâtre de Québec. Première pelletée de terre sur le site de l'hippodrome
97. ↑  Québec 2012. La soirée électorale minute par minute
98. ↑  Discours de Pauline Marois au Métropolis. Un attentat fait un mort et un blessé
99. ↑  Défait dans Sherbrooke. Jean Charest démissionne
100. ↑  Tornade à Drummondville: les travaux de nettoyage sont amorcés
101. ↑  Le conflit étudiant est terminé, selon la FEUQ et la FECQ
102. ↑  Jean-Marc Fournier devient chef intérimaire du PLQ
103. ↑  L'affaire Dumont sur imdb.com
104. ↑  Commission Charbonneau: Joseph Pistone, ancien agent-vedette du FBI, témoignera lundi
105. ↑  Pauline Marois dévoile son cabinet. Et les ministres sont
106. ↑  Marois annule la hausse des droits de scolarité et ferme Gentilly-2
107. ↑  Montréal: ils ont marché pour la gratuité scolaire
108. ↑  Népal. Québécois porté disparu dans une avalanche
109. ↑  Des rumeurs poussent le président de la CSN vers la porte
110. ↑  Direction du PLQ. Bachand se lance dans la course
111. ↑  Hydro-Québec recommande sa fermeture
112. ↑  Ils marchent à Bécancour pour sauver Gentilly-2
113. ↑  Course au PLQ: Pierre Moreau veut raviver la fierté libérale
114. ↑  Direction du PLC: Justin Trudeau lance sa campagne
115. ↑  Philippe Couillard brigue la tête du PLQ
116. ↑  Une usine d'engrais de 1,2 milliard à Bécancour
117. ↑  Québec recule
118. ↑  L'ex-sergent Serge Lefebvre de nouveau arrêté
119. ↑  Marois souhaite un rapprochement avec l'Afrique
120. ↑  Pauline Marois rencontre François Hollande
121. ↑  Jean David se lance dans la course à la direction du PLQ
122. ↑  Kateri Tekakwithha est maintenant sainte
123. ↑  ADISQ: Doublé pour Coeur de pirate et Richard Desjardins
124. ↑  Jacques Létourneau, nouveau président
125. ↑  Discours d'ouverture de Pauline Marois: plusieurs mesures concernent l'Est du Québec
126. ↑  Projet de loi 1, Loi sur l'intégrité en matière de contrats publics
127. ↑  Démission de Gérald Tremblay: un dernier geste d'amour pour Montréal
128. ↑  Québec veut plafonner à 100 $ les dons individuels
129. ↑  Quand le PQ promettait des élections à date fixe
130. ↑  (en) « Explosion, fire at Quebec plant kills two; 19 more sent to hospital », The Canadian Press, 8 novembre 2012 (consulté le 8 novembre 2012).
131. ↑  (en) « 2 killed, 19 injured after Sherbrooke factory explosion », CBC News, 8 novembre 2012 (consulté le 8 novembre 2012).
132. ↑  Gilles Vaillancourt démissionne. Fin de règne pour le « maire à vie »
133. ↑  Michael Applebaum, nouveau maire de Montréal
134. ↑  Budget Marceau. Québec taxe les vices
135. ↑  Porte entrouverte au pétrole albertain
136. ↑  Succession de Gilles Vaillancourt. Alexandre Duplessis nouveau maire de Laval
137. ↑  Une pause nécessaire
138. ↑  Lourd passé de mauvais payeur. Daniel Breton démissionne
139. ↑  Mascouche. Richard Marcotte démissionne
140. ↑  Inuits et Premières Nations seront plus étroitement associés au développement du Nord
141. ↑  Blanchet à l'environnement
142. ↑  Modification de la loi 101. La ministre dépose son projet de loi
143. ↑  Chronologie parlementaire 2012
144. ↑  Pauline Marois défend le Plan Nord à New York
145. ↑  Tempête hivernale. Record battu à Montréal!
146. ↑  Radio-Canada et Presse Canadienne, « Gentilly-2 cesse de produire de l'électricité aujourd'hui », Radio-Canada Nouvelles,‎ 28 décembre 2012 (lire en ligne)

### Articles généraux
- Chronologie de l'histoire du Québec (1982 à aujourd'hui)
- L'année 2012 dans le monde

### Articles sur l'année 2012 au Québec
- Grève étudiante québécoise de 2012
- Élection à la direction du Nouveau Parti démocratique de 2012
- Élection générale québécoise de 2012
- Attentat du Métropolis
- Commission d'enquête sur l'octroi et la gestion des contrats publics dans l'industrie de la construction
- Élection partielle québécoise de 2012
- L'Affaire Dumont
- Gouvernement Pauline Marois
- Loi 78 (Québec)
- Liste des lauréats des prix Félix en 2012